# Лысенко, Клавдия Тимофеевна
Клавдия Тимофеевна Лысенко (25 февраля 1935 — 2011) — птичница племенного птицеводческого совхоза «Лабинский» Лабинского района Краснодарского края. Герой Социалистического Труда.

## Биография
Родилась 25 февраля 1935 года в станице Чамлыкской Лабинского района Краснодарского края в крестьянской семье. Русская.
После окончания 7 классов сельской школы с 15 лет начала работать в местном колхозе имени Кирова рабочей строительного цеха, затем в полеводческой бригаде.
После замужества в 1959 году переехала в посёлок Прохладный и стала работать в птицесовхозе «Лабинский» птичницей цеха маточного стада кур. За короткий период она стала передовой труженицей и ежегодно вручную собирала от каждой курицы-несушки в среднем по 236 штук яиц. Цех, в котором она проработала более 30 лет, являлся основным поставщиком племенных яиц для внутрихозяйственной инкубации, здесь был самый высокий процент оплодотворяемости, продукция отличалась высоким качеством.
Указом Президиума Верховного Совета СССР от 8 апреля 1971 года за выдающиеся успехи, достигнутые в развитии сельскохозяйственного производства и выполнении пятилетнего плана продажи государству продуктов земледелия и животноводства, Лысенко Клавдии Тимофеевне присвоено звание Героя Социалистического Труда с вручением ордена Ленина и золотой медали «Серп и Молот.
Показатели, которых она добилась в Девятой пятилетке (1971-1975) - одни из самых высоких в совхозе — 4 миллиона 419 тысяч штук яиц. Только в завершающем 1975 году она собрала 1 миллион 947 тысяч штук яиц, по 260 штук от курицы-несушки, за что была награждена орденом Трудового Красного Знамени.
Трижды была участницей Выставки достижений народного хозяйства (ВДНХ) СССР.
В 1990 году вышла на заслуженный отдых. Избиралась делегатом XXV съезда КПСС (1976).
Заслуженный работник сельского хозяйства Кубани (09.01.1996).
Проживала в посёлке Прохладном. Скончалась в 2011 году. Похоронена в городе Лабинск.

## Награды
- Золотая медаль «Серп и Молот» (08.04.1971);
- Орден Ленина (08.04.1971).
- Орден Трудового Красного Знамени (10.03.1976).
- Медаль «За трудовую доблесть»
- Медаль «В ознаменование 100-летия со дня рождения Владимира Ильича Ленина» (6 апреля 1970)
- Медалями ВДНХ СССР
- и другими

## Память
- В Краснодаре установлена мемориальная доска с именами Героев Социалистического Труда Кубани и Адыгеи